# 유엔훈련조사연구소

유엔훈련조사연구소(United Nations Institute for Training and Research, UNITAR) 또는 국제연합훈련조사연구소는 유엔 시스템의 전담 교육 기관이다. UNITAR는 주로 개발도상국을 지원하며, 특히 최빈개발도상국(LDC), 군소 도서 개발국(SIDS), 그리고 분쟁 상황에 처한 사람들을 포함하여 가장 취약한 집단과 공동체에 중점을 두고 교육 및 역량 개발 활동을 제공한다.

## 주요 내용
- 1963년 설립
- 연간 약 545,000명의 수혜자
- 연간 1,400건 이상의 교육 및 연구 관련 활동
- 스위스 제네바에 본부가 있으며, 뉴욕(미국), 히로시마(일본), 본(독일)에 사무소가 있다. 나이지리아 포트하커트에 프로젝트 사무소가 있으며, 태국 방콕과 케냐 나이로비에 UNITAR-UNOSAT 센터가 있다.
- 34개의 관련 교육 센터(CIFAL)
- 약 400명의 직원 및 협력자

## 같이 보기
- 유엔 대학교